# بيترونيلا ملكة أرغون
بيترونيلا ملكة أراغون (29 يونيو 1136 - 15 أكتوبر 1173م) (بالأراغونية: Peyronela، بالكتالانية: Peronella) هي ملكة أراغون منذ تنازل والدها عن العرش عام 1137 وحتى تنازلها هي عام 1164، كانت ابنة راميرو الثاني ملك أراغون، وتزوجت من ريموند برانجيه الرابع كونت برشلونة، وبفضل زواجها هذا اتحدت كونتية برشلونة مع مملكة أراغون لتشكيل دولة تاج أراغون.
وصلت بيترونيلا إلى العرش في ظروف خاصة. إذ كان والدها راميرو الثاني أسقف الأبرشية الكاثوليكية في بربشتر-مونثون عندما توفي أخوه ألفونسو الأول المحارب ملك أراغون عام 1134، دون أن يترك وريثاً خلفه، فتُرِكَ العرش تحت حكم ثلاث قيادات دينية وعسكرية، إلا إنَّ نبلاء أراغون قرَّروا أن يتوجوا راميرو ملكاً جديداً. وبعد أن توج راميرو ملكاً، تلقَّى إعفاءً بابوياً من مهامّه الرهبانية ليتمكَّن من القيام بشئون الحكم. تزوج راميرو فيما بعد أجنز ابنة وليام التاسع دوق آكيتين وغاسكونية، وأنجب منها وريثة هي بيترونيلا. في 11 من أغسطس عام 1137، وعندما كان عمر بيترونيلا عاماً واحداً فحسب، تزوَّجت في بربشتر من ريموند برانجيه الرابع، كونت برشلونة، والذي كان يبلغ من العمر آنذاك 23 عاماً. بعد الزواج مباشرة، تنازل راميرو عن العرش لابنته وزوجها، ليعود هو إلى حياته الرهبانة في الأديرة وينعزل عن العامة.
اكتمل زوج بيترونيلا من ريموند برانجيه في عام 1151، عندما كانت في سنّ الخامسة عشرة، وقد أنجبت خمسة أطفال، هم بيتر (ولد سنة 1152) وريموند برانجيه (1157) وبيتر (1158) ودولسي (1160) وسانشو (1161). توفي أكبرهم وهو بيتر في عام 1157، وهو لم يتعدَّى سن الخامسة.
كان زوج بيترونيلا وصياً لفترةٍ على ابن أخيه الصغير ريموند برانجيه الثاني، وذلك عندما كان كونت بروفنس بين عامي 1144 و1157. وعندما كان زوجها بعيداً في بروفنس بين عامي 1156 و1157، بقيت هي في برشلونة، وتنقلت في تلك الفترة بين برشلونة وسان بيدرو دي فيلاماخور وسان سيلوني لتترأس المحاكم في ظل غياب زوجها.
توفي زوجها ريموند برانجيه الرابع في عام 1162، وحازت بعد وفاته لقبي كونت بيسالو وفول دي رايبز لبقية حياتها. وقد كان ابنها ريموند برانجيه بعمر سبعة أعوامٍ فحسب عندما تنازلت عن عرش أراغون إليه، وذلك في 18 من يوليو عام 1164. وقد غيَّر هذا اسمه عندما توج ملكاً إلى ألفونسو، ليشبّه نفسه بباقي ملوك أراغون، وأما ابنها بيتر الثاني فقد غيَّر اسمه - على العكس - إلى ريموند برانجيه.
توفيت بيترونيلا في برشلونة خلال شهر أكتوبر عام 1173، ودفنت في كاتدرائية برشلونة، إلا إنَّ جثمانها فُقِد. بعد وفاتها، عاد لقبا كوت بيسالو وفول دي رايبز تلقائياً إلى كونت برشلونة، وهو ابنها ألفونسو الثاني.